# Декабрьские убийства
Декабрьские убийства (нидерл. Decembermoorden) — массовые убийства, произошедшие в период с 7 по 9 декабря 1982 года в Суринаме. В ходе этих событий было убито пятнадцать видных граждан, критиковавших правящую военную диктатуру. Они были арестованы 7 декабря между 2 и 5 часами утра в своих домах (по сообщениям семей жертв). Солдаты Дези Баутерсе, тогдашнего диктатора Суринама, доставили их в Форт Зеландия (штаб Баутерсе), где они были объявлены «подозреваемыми» в самозваном суде Баутерсе и других сержантов. После этих «слушаний» их пытали и расстреляли. Обстоятельства расстрела не ясны полностью, 10 декабря 1982 года на национальном телевидении Баутерсе утверждал, что все задержанные были застрелены «при попытке к бегству».
Декабрьские убийства привели к международным протестам множества западных стран и организаций защиты прав человека. Нидерланды, бывшая колониальная империя, отказала Суринаму в помощи для развития. Многие граждане Суринама бежали в Нидерланды.
Баутерсе долго не признавал свою вину в декабрьских убийствах. В марте 2007 года он всё-таки принял политическую ответственность за убийства, но также прямо заявил, что он лично не «нажимал на курок», чтобы убить этих пятнадцать человек. В марте 2012 года человек, бывший доверенным лицом Баутерсе, дал показания под присягой, что сам Баутерсе застрелил двух погибших.
В апреле 2012 года по закону об амнистии расследования и преследования по данному делу были прекращены.
29 ноября 2019 года Апелляционный суд вынес вердикт по делу о декабрьских убийствах и Баутерсе был приговорён к 20 годам лишения свободы.

## Описание
После похищения жертвы были доставлены в Форт-Зеландия, тогдашнюю штаб-квартиру Баутерсе и его солдат в Парамарибо, столице Суринама. Солдаты, выполняющие эти действия, были под командованием Дези Баутерсе, тогдашнего диктатора Суринама и командующего армией Суринама. Среди жертв были юристы, журналисты, бизнесмены, солдаты, преподаватели университетов и лидеры профсоюзов.
Шестнадцатый задержанный, профсоюзный лидер Фред Дерби, был неожиданно освобождён 8 декабря. 8 декабря 2000 г. Дерби сказал, что не был убит потому, что Баутерсе сказал ему, чтобы охладить нрав профсоюзов, в то время часто устраивавших забастовки.

## Жертвы
15 человек, в том числе, Брам Бер (журналист, основатель Коммунистической партии Суринама) и Андре Кампервен (известный в Суринаме журналист и бизнесмен).

## Подозреваемые
25 солдат во главе с Дези Баутерсе, диктатором Суринама.

## Последствия и судебные иски
Только через несколько лет в Суринаме были сделаны первые юридические шаги в направлении прояснения дела. После убийств тела жертв были похоронены без посмертных экспертиз. Более того, не проводилось никакого законного расследования.
После парламентских выборов 2010 года, на которых победила партия Баутерсе, тогдашний президент Рональд Венетиан отказался даже упоминать имя Боутерсе и поздравлять его. Венетиан, бывший министром образования в правительстве  премьер-министра Аррона Хенка, свергнутого Боутерсе, был личным другом большей части жертв.

## Организация Объединённых Наций
В 1983 году родственники восьми погибших подали их дело на рассмотрение в Комитет по правам человека ООН. Они хотели, чтобы Комитет осудил репрессии как нарушение международного пакта о гражданских и политических правах. Родственники считали, что в Суринаме нет возможности законного рассмотрения этого дела. Хотя правительство Суринама просило объявить этот инцидент незначимым, комитет определил, что 15 пострадавших были «произвольно лишены своей жизни, и эти действия противоречат статье 6 Международного пакта о гражданских и политических правах», и обратился к правительству Суринама с требованием расследовать дело об убийстве и наказать ответственных за него.